# Afastamento de Aécio Neves pelo Senado Federal
O afastamento de Aécio Neves do Senado Federal decorre de uma decisão liminar (provisória) concedida pelo ministro do Supremo Tribunal Federal (STF) Edson Fachin, determinando na quinta-feira, 18 de maio de 2017, o afastamento de Aécio Neves (PSDB-MG) do seu mandato de senador. A acusação é de que ele teria pedido dois milhões de reais a donos do frigorífico JBS. Em 31 de maio de 2017, através de sorteio eletrônico, o ministro Marco Aurélio Mello foi escolhido como novo relator do processo.
O afastamento do senador não permite que seu suplente Elmiro Alves do Nascimento (PSDB-MG) assuma a vaga, pois segundo a Constituição Federal, só pode ser convocado dentro do prazo 48 horas em caso de vacância e se o titular for empossado no cargo de ministro de Estado, governador, secretário, prefeito ou chefe de missão diplomática. Outra saída é o licenciamento do titular por motivo de doença ou interesse particular, desde que não extrapole o limite de 120 dias.
O senador Randolfe Rodrigues (Rede-AP) entrou com uma ação no STF para barrar que o Senado descumpra a liminar que afastou Aécio Neves. Segundo o parlamentar, a possibilidade de descumprir a liminar foi ventilada na sexta-feira, 19 de maio de 2017. Em 23 de maio de 2017, o presidente do Senado, senador Eunício Oliveira, afirmou que manteria a ordem de afastamento de Aécio Neves.
Em 23 de maio de 2017, a defesa do senador tucano apresentou um recurso no STF contra a decisão de afastamento. No dia 30 de junho de 2017, Marco Aurélio autorizou a volta de Aécio ao Senado e negou o pedido da PGR para a prisão do parlamentar, alegando que o senador tem uma carreira elogiável. Em 26 de setembro de 2017, a Primeira Turma do STF, decidiu por 3 votos a 2, afastar novamente Aécio do mandato. O advogado de defesa do legislador, Alberto Toron, disse que a decisão seria revertida no STF em decorrência de novas provas, principalmente uma nova gravação entregue por Joesley Batista, que segundo ele comprova que a irmã de Aécio, Andrea Neves, havia oferecido apartamento ao empresário, e não pedido de propina. Em 2 de outubro de 2017, a defesa do senador solicitou que o recurso contra a decisão da 1ª Turma do STF fosse redistribuído imediatamente para um dos outros quatro ministros da 2ª Turma. Finalmente, em 26 de outubro de 2017, o Senado derrubou, com 44 contrários e 26 favoráveis a manutenção, a decisão da Primeira Turma do STF e o parlamentar retornou ao cargo novamente.

## Medidas cautelares
Na decisão, foi imposta duas medidas cautelares: a proibição de contatar qualquer outro investigado ou réu no conjunto de fatos revelados na delação da JBS e a proibição de se ausentar do país, devendo entregar seu passaporte.
No segundo afastamento ocorrido, o senador ficou obrigado a cumprir as seguintes medidas: recolhimento domiciliar noturno, além de estar proibido de contatar outros investigados por qualquer meio e de se ausentar do país, com entrega de passaporte.

## Solicitações de prisão
A Procuradoria-Geral da República solicitou a prisão, mas o ministro Fachin negou. Edson Fachin tomou uma decisão monocrática, e não colocou o pedido para apreciação no plenário do STF. Em 22 de maio de 2017, Rodrigo Janot recorreu da decisão com um recurso encaminhado ao STF.
Em 26 de setembro de 2017, um pedido de prisão foi indeferido por unanimidade por todos os ministros. O ministro relator Marco Aurélio, pontuou que a CF permite a prisão de um legislador federal somente se constatado flagrante de crime inafiançável e depois de autorização do Poder Legislativo Federal sobre a constrição.

## Representação no Conselho de Ética
Antes de anunciar o afastamento da presidência do PSDB, Aécio recebeu a informação de que o Rede Sustentabilidade e o PSOL entraram com uma representação contra ele no Conselho de Ética do Senado Federal pedindo a cassação. PMDB, PT, PP, PSDB e DEM consideram votar contra o pedido de cassação para evitar a abertura de precedentes.
No dia 23 de junho de 2017, o presidente do Conselho de Ética, senador João Alberto (PMDB-MA), arquivou de forma monocrática o pedido de cassação, mas em 27 de junho de 2017, senadores protocolaram um recurso pedindo o desarquivamento, que foi assinado por Lasier Martins (PSD-RS), José Pimentel (PT-CE), João Capiberibe (PSB-AP), Antônio Carlos Valadares (PSB-SE) e Pedro Chaves (PSC-MS) - titulares no conselho; Regina Sousa (PT-PI), Ângela Portela (PDT-RR) e Vanessa Grazziotin (PC do B-AM) - suplentes no conselho.
Em 6 de julho de 2017, o Conselho de Ética e Decoro Parlamentar do Senado manteve o arquivamento do processo. Os senadores rejeitaram a representação por 11 votos a 4. A decisão foi definitiva e não coube recurso ao plenário do Senado.

## Recebimento de propina
Joesley Batista, dono da JBS, teria se encontrado com o senador em 24 de março de 2017 no hotel Unique, em São Paulo. Tudo teria acontecido após a irmã do senador, Andréa Neves, abordar o dono da JBS para acertar o encontro através do WhatsApp e do telefone. Batista acatou o pedido e indagou ao senador quem pegaria a mala. Ambos estavam tentando entrar em consenso e Aécio sugeriu que seu primo, Frederico Pacheco de Medeiros, pegaria o dinheiro. A propina seria usada com a justificativa de custear a defesa do senador no âmbito da Operação Lava Jato.
Em 23 de maio de 2017, Aécio Neves publicou um vídeo se defendendo da acusação e dizendo que foi vítima de uma “armação”.
Em 2 de junho de 2017, a PGR denunciou que existe provas contra o senador afastado, de que ele cometeu os crimes de corrupção passiva e obstrução de Justiça. Pede que sua irmã Andréa Neves e ele paguem 6 milhões de reais de reparação pelos crimes (2 milhões de reais de danos materiais e 4 milhões de reais por danos morais).

## Troca do ministro da Justiça
A Operação Patmos mostra que o senador Aécio Neves (PSDB/MG) estava bastante empenhado em tirar o então ministro da Justiça Osmar Serraglio (PMDB/PR). Os investigadores revelam que a troca do ministro da Justiça ocasionaria mudança no comando da PF, com base no áudio em que Aécio Neves dialoga com Joesley Batista.
Já no áudio entre Aécio e o senador José Serra demonstra a insatisfação da base aliada do presidente Michel Temer com Osmar Serraglio. Serra se mostra preocupado e alerta para a necessidade de um ministro que seja “forte”.  Na conversa ele queria o ministro da Defesa Raul Jungmann. Aécio sugere uma conversa pessoal e concorda antecipadamente com Serra e em seguida Serra pede ao senador afastado uma interlocução com Temer.
A defesa de Aécio Neves disse que o diálogo foi republicano e que não há nada que comprometa ambos e completou dizendo que analisar a situação do governo e dos ministérios, no caso, o da Justiça, é algo natural e inerente à atividade parlamentar. Já Serra relatou que não se lembra da conversa com o senador Aécio Neves e disse também que a conversa foi republicana, com cunho exclusivamente político.

## Esquema de compra e venda de imóveis
Segundo delação do executivo da JBS, Joesley Batista, milhões de reais iam para o senador num esquema que envolvia compra e venda de imóveis em cidades diversas. O prédio onde mora a mãe de Aécio (cobertura de dois andares, com piscina e vista para a praia) seria alvo e fica no bairro São Conrado, na zona sul do Rio de Janeiro. O repasse do dinheiro era intermediado pela sua irmã Andrea Neves.  A negociação com Joesley teria sido feita no mesmo dia que o senador pediu dois milhões de reais.